# Moses Ugbisie
Moses Omote Ugbisie ou Ugbusien (né le 11 décembre 1964) est un athlète nigérian spécialiste du 400 mètres. Il participa également aux compétitions internationales en relais où il obtient d'ailleurs de meilleurs résultats.

## Carrière

### Palmarès
| Date | Compétition            | Lieu        | Résultat | Épreuve   | Performance   |
| ---- | ---------------------- | ----------- | -------- | --------- | ------------- |
| 1984 | Jeux olympiques d'été  | Los Angeles | 3e       | 400 m     | 2 min 59 s 32 |
| 1984 | Championnats d'Afrique | Rabat       | 2e       | 4 × 400 m | 3 min 4 s 85  |
| 1985 | Championnats d'Afrique | Le Caire    | 2e       | 4 × 400 m | 3 min 5 s 51  |
| 1987 | Jeux africains         | Nairobi     | 1er      | 4 × 400 m | 3 min 0 s 55  |
| 1987 | Championnats du monde  | Rome        | —        | 400 m     | DNS           |
| 1988 | Jeux olympiques d'été  | Séoul       | 7e       | 400 m     | 3 min 02 s 50 |

### Records
| Épreuve    | Performance | Lieu | Date         |
| ---------- | ----------- | ---- | ------------ |
| 400 mètres | 45 s 30     | Rome | 31 août 1987 |